# Byfleet
Byfleet es un pueblo y la única parroquia civil del distrito de Woking, en el condado de Surrey (Inglaterra).

## Geografía
Según la Oficina Nacional de Estadística británica, Byfleet tiene una superficie de 2,85 km². Esto supone el 4,48% de la superficie total del distrito.

## Demografía
Según el censo de 2001, Byfleet tenía 6995 habitantes (48,79% varones, 51,21% mujeres) y una densidad de población de 2454,39 hab/km². El 19,63% eran menores de 16 años, el 73,07% tenían entre 16 y 74 y el 7,31% eran mayores de 74. La media de edad era de 38,82 años. Del total de habitantes con 16 o más años, el 27,62% estaban solteros, el 55,78% casados y el 16,6% divorciados o viudos.
El 91,75% de los habitantes eran originarios del Reino Unido. El resto de países europeos englobaban al 2,83% de la población, mientras que el 5,42% había nacido en cualquier otro lugar. Según su grupo étnico, el 95,93% eran blancos, el 1,1% mestizos, el 1,79% asiáticos, el 0,17% negros, el 0,3% chinos y el 0,67% de cualquier otro. El cristianismo era profesado por el 76,57%, el budismo por el 0,13%, el hinduismo por el 0,17%, el judaísmo por el 0,3%, el islam por el 1,5%, el sijismo por el 0,04% y cualquier otra religión por el 0,26%. El 14,45% no eran religiosos y el 6,58% no marcaron ninguna opción en el censo.
3756 habitantes eran económicamente activos, 3678 de ellos (97,92%) empleados y 78 (2,08%) desempleados. Había 2973 hogares con residentes, 81 vacíos y 3 eran alojamientos vacacionales o segundas residencias.